# Xylophilus marquesanus
Xylophilus marquesanus är en skalbaggsart som beskrevs av Blair 1935. Xylophilus marquesanus ingår i släktet Xylophilus och familjen ögonbaggar. Inga underarter finns listade i Catalogue of Life.